# Roxita szetschwanella
Roxita szetschwanella là một loài bướm đêm trong họ Crambidae.